# Lucas Bijker
Pour les articles homonymes, voir Bijker.
Lucas Bijker, né le 4 mars 1993 à São Paulo au Brésil, est un footballeur néerlandais qui joue au poste d'arrière droit à l'Ethnikos Achna.

## Biographie
Né à São Paulo au Brésil, Bijker passe par le centre de formation du SC Cambuur et fait ses débuts chez les professionnels en novembre 2011. Au cours de l'été 2015, il rejoint le club rival du SC Heerenveen. Il dispute 120 matchs en Eredivisie avec des ceux équipes, mais sans inscrire le moindre but.
Le 7 août 2017, Bijker signe un contrat de trois ans avec le club espagnol du Cádiz CF. Il fait ses débuts avec ce club le 19 août, lors d'une victoire 2-1 à l'extérieur contre le Córdoba CF. Il joue 22 matchs en Segunda División avec cette équipe.
En 2018, il signe comme arrière droit au KV Malines. Il y devient un titulaire indiscutable et est très apprécié des supportaires.
Son contrat arrive à terme fin de saison 2021...

## Palmarès
- Championnat de Belgique D2 : 
  - Champion : 2019
- Coupe de Belgique
  - Vainqueur : 2019